# Temporada 1996-97 de l'NBA
La temporada 1996-97 de l'NBA fou la 51a de la història de l'NBA. La lliga va celebrar el 50è aniversari, que va incloure la presentació de la seva llista de 50 millors jugadors de la història. Aquesta temporada particular va incloure el que des de llavors ha estat reconegut com una de les classes de principiants més talentosos, amb els debuts de Allen Iverson, Ray Allen, Kobe Bryant, Steve Nash, Jermaine O'Neal, Ben Wallace i Stephon Marbury. Chicago Bulls fou el campió després de guanyar a Utah Jazz per 4-2. Amb aquest triomf aconseguiren el cinquè dels seus sis anells.

## Aspectes més destacats
| Abans de l'inici    | Abans de l'inici   | Abans de l'inici   |
| Equip               | Entrenador 1995–96 | Entrenador 1996–97 |
| ------------------- | ------------------ | ------------------ |
| Charlotte Hornets   | Allan Bristow      | Dave Cowens        |
| Dallas Mavericks    | Dick Motta         | Jim Cleamons       |
| Milwaukee Bucks     | Mike Dunleavy, Sr. | Chris Ford         |
| New Jersey Nets     | Butch Beard        | John Calipari      |
| Philadelphia 76ers  | John Lucas         | Johnny Davis       |
| Phoenix Suns        | Cotton Fitzsimmons | Danny Ainge        |
| Toronto Raptors     | Brendan Malone     | Darrell Walker     |
| Durant la temporada |                    |                    |
| Equip               | Entrenador sortint | Entrenador entrant |
| Denver Nuggets      | Bernie Bickerstaff | Dick Motta         |
| Orlando Magic       | Brian Hill         | Richie Adubato     |
| Sacramento Kings    | Garry St. Jean     | Eddie Jordan       |
| San Antonio Spurs   | Bob Hill           | Gregg Popovich     |
| Vancouver Grizzlies | Brian Winters      | Stu Jackson        |
| Washington Bullets  | Jim Lynam          | Bob Staak          |
| Washington Bullets  | Bob Staak          | Bernie Bickerstaff |

- Es va produir el segon tancament patronal dels quatre que s'han produït a la història de la NBA. Va començar i va finalitzar el 10 de juliol de 1996. El bloqueig es va imposar després que la lliga i la unió de jugadors no van arribar a un acord que implicava 50 milions de dòlars en el repartiment de beneficis dels ingressos per televisió. La lliga va demanar que el 50% dels beneficis s'apliquessin als salaris dels jugadors, mentre que la unió pressionava per una part més gran. Després d'unes quantes hores de converses, la lliga va acordar destinar 14 milions de dòlars addicionals per temporada en ingressos per televisió a la tapa salarial durant els darrers quatre anys del període de sis anys del conveni col·lectiu. L'acord que finalitzava el tancament es va anunciar poques hores després del seu inici.[1][2][3]
- Chicago Bulls estigueren a punt de completar la seva segona temporada consecutiva amb 70 victòries; aconseguiren un balanç de 69-13, el segon millor resultat de la història de l'NBA. En el darrer partit de la temporada regular, els Bulls van perdre davant els Knicks per 103-101; Scottie Pippen fallà el triple que els hagués donat la victòria número 70.
- L'All-Star Game es disputà en el Gund Arena de Cleveland, Ohio. L'Est guanyà l'Oest per 132-120. Glen Rice fou nomenat MVP del partit, malgrat que Michael Jordan aconseguí, amb 14 punts, 11 rebots, i 11 assistències el primer triple doble de la història dels All-Star, l'únic fins al 2011 (després ho van aconseguir per LeBron James (2011), Dwyane Wade (2012) i Kevin Durant (2017)).
- Philadelphia 76ers jugà el seu primer partit en el Core States Center (posteriorment First Union Center i després Wachovia Center).
- Los Angeles Lakers van signar el pivot Shaquille O'Neal. Juntament amb l'afegit de Kobe Bryant, el duet serien fixes durant vuit anys, guanyant tres campionats junts. Tot i això, un conflicte acabaria conduint a que O'Neal anés a Miami el 2004.
- Allen Iverson va establir un rècord de rookie amb quaranta punts o més en cinc partits consecutius.
- Degut a les remodelacions de l'Oakland Arena, Golden State Warriors va haver de jugar els seus partits en el San Jose Arena (actualment conegut com el HP Pavilion de San Jose, pavelló dels San Jose Sharks de la NHL).
- Dennis Rodman fou sancionat amb 11 partits per donar cops de peu a un càmera en un partit contra Minnesota Timberwolves, després d'ensopegar amb ell.
- En el sisè partit de Utah Jazz contra Houston Rockets de les sèries finals de la Conferència, gràcies a un triple de John Stockton en el darrer segon, Utah Jazz accedí per primer cop a les Finals de l'NBA.
- En el quart partit de les semifinals de Conferència amb Utah Jazz contra els Lakers, Karl Malone, dels Jazz, anotà els 18 tirs lliures que intentà, establint un nou rècord de tirs lliures aconseguits sense cap errada. Posteriorment el superaria Paul Pierce.
- Després de set temporades negatives, Minnesota Timberwolves arribà per primer cop als playoffs, convertint-se en el darrer equip de l'expansió de 1988 i 1989 en aconseguir-ho (els altres van ser Miami Heat, Orlando Magic i Charlotte Hornets).
- La temporada va celebrar el cinquantè aniversari de la NBA. Per commemorar l'ocasió, alguns equips de l'NBA van portar uniformes amb estil retro, el logotip de l'NBA es va decorar en or per a tots els uniformes i el logotip del 50è aniversari es va presentar als escalfaments. El logotip "NBA 50" també va adornar les 29 pistes del NBA del primer mes de la temporada, decorades amb els colors de l'equip respectiu. A més, la NBA també va donar a conèixer la seva llista dels 50 millors jugadors de la història durant el descans del joc All-Star del 1997. Un dels equips, els Toronto Raptors, va homenatjar l'equip de Toronto Huskies de Toronto de la BAA portant els seus uniformes retro i fins i tot va jugar amb els New York Knicks al SkyDome del 50è aniversari del primer partit BAA/NBA que es va fer l'1 de novembre de 1996.
- Els Boston Celtics no només van establir un rècord del pitjor percentatge i nombre de victòries de la història de la franquícia, sinó que també es van convertir en l'únic equip de l'NBA que va guanyar només una vegada en 24 partits contra altres equips de la seva divisió, en el seu últim partit en aquest enfront dels Philadelphia 76ers.[4] Diversos altres equips, anteriorment els Cavaliers de Cleveland de 1970–71 i finalment Houston Rockets la 2005-06, van guanyar només un partit de la divisió en un programa més curt.
- La major remuntada de la NBA es va produir el 27 de novembre de 1996, quan Utah Jazz, que perdia per 36 punts davant els Denver Nuggets al final del segon quart (70-34), va donar la volta al marcador per guanyar 107-103.

## Classificacions

### Conferència Est
| Equip              | V  | D  | %V   | P  |
| ------------------ | -- | -- | ---- | -- |
| Miami Heat         | 61 | 21 | ,744 | -  |
| New York Knicks    | 57 | 25 | ,695 | 4  |
| Orlando Magic      | 45 | 37 | ,549 | 16 |
| Washington Bullets | 44 | 38 | ,537 | 17 |
| New Jersey Nets    | 26 | 56 | ,317 | 35 |
| Philadelphia 76ers | 22 | 60 | ,268 | 39 |
| Boston Celtics     | 15 | 67 | ,183 | 46 |

| Equip               | V  | D  | %V   | P  |
| ------------------- | -- | -- | ---- | -- |
| Chicago Bulls C     | 69 | 13 | ,841 | -  |
| Atlanta Hawks       | 56 | 26 | ,683 | 13 |
| Charlotte Hornets   | 54 | 28 | ,659 | 15 |
| Detroit Pistons     | 54 | 28 | ,659 | 15 |
| Cleveland Cavaliers | 42 | 40 | ,512 | 27 |
| Indiana Pacers      | 39 | 43 | ,476 | 30 |
| Milwaukee Bucks     | 33 | 49 | ,402 | 36 |
| Toronto Raptors     | 30 | 52 | ,366 | 39 |

### Conferència Oest
| Equip                  | V  | D  | %V   | P  |
| ---------------------- | -- | -- | ---- | -- |
| Utah Jazz              | 64 | 18 | ,780 | -  |
| Houston Rockets        | 57 | 25 | ,695 | 7  |
| Minnesota Timberwolves | 40 | 42 | ,488 | 24 |
| Dallas Mavericks       | 24 | 58 | ,293 | 40 |
| Denver Nuggets         | 21 | 61 | ,256 | 43 |
| San Antonio Spurs      | 20 | 62 | ,244 | 44 |
| Vancouver Grizzlies    | 14 | 68 | ,171 | 50 |

| Equip                  | V  | D  | %V   | P  |
| ---------------------- | -- | -- | ---- | -- |
| Seattle SuperSonics    | 57 | 25 | ,695 | -  |
| Los Angeles Lakers     | 56 | 26 | ,683 | 1  |
| Portland Trail Blazers | 49 | 33 | ,598 | 8  |
| Phoenix Suns           | 40 | 42 | ,488 | 17 |
| Los Angeles Clippers   | 36 | 46 | ,439 | 21 |
| Sacramento Kings       | 34 | 48 | ,415 | 23 |
| Golden State Warriors  | 30 | 52 | ,366 | 27 |

* V: victòries
* D: Derrotes
* %V: Percentatge de victòries
* P: Diferència de partits respecte al primer lloc
* C: Campió

## Playoffs
Els equips en negreta van avançar fins a la següent ronda. Els números a l'esquerra de cada equip indiquen la posició de l'equip en la seva conferència, i els números a la dreta indiquen el nombre de partits que l'equip va guanyar en aquesta ronda. Els campions de divisió estan marcats per un asterisc. L'avantatge de pista local no pertany necessàriament a l'equip de posició més alta al seu grup, sinó a l'equip amb un millor rècord a la temporada regular; els equips que gaudeixen de l'avantatge de casa es mostren en cursiva.
|  | Primera Ronda | Primera Ronda | Primera Ronda |   |             | Semifinals de Conferència | Semifinals de Conferència | Semifinals de Conferència |  |   | Finals de Conferència | Finals de Conferència | Finals de Conferència |  |    | Final NBA | Final NBA | Final NBA |
|  |               |               |               |   |             |                           |                           |                           |  |   |                       |                       |                       |  |    |           |           |           |
|  | 1             | Utah          | 3             |   |             |                           |                           |                           |  |   |                       |                       |                       |  |    |           |           |           |
|  | 8             | L.A. Clippers | 0             |   |             |                           |                           |                           |  |   |                       |                       |                       |  |    |           |           |           |
|  | 8             | L.A. Clippers | 0             |   | 1           | Utah                      | 4                         |                           |  |   |                       |                       |                       |  |    |           |           |           |
|  |               |               |               |   | 1           | Utah                      | 4                         |                           |  |   |                       |                       |                       |  |    |           |           |           |
|  |               | 4             | L.A. Lakers   | 1 |             |                           |                           |                           |  |   |                       |                       |                       |  |    |           |           |           |
|  | 4             | 4             | L.A. Lakers   | 1 | L.A. Lakers | 3                         |                           |                           |  |   |                       |                       |                       |  |    |           |           |           |
|  | 4             |               |               |   | L.A. Lakers | 3                         |                           |                           |  |   |                       |                       |                       |  |    |           |           |           |
|  | 5             | Portland      | 1             |   |             |                           |                           |                           |  |   |                       |                       |                       |  |    |           |           |           |
|  | 5             | Portland      | 1             |   |             |                           |                           |                           |  | 1 | Utah                  | 4                     |                       |  |    |           |           |           |
|  |               |               |               |   |             |                           |                           |                           |  | 1 | Utah                  | 4                     |                       |  |    |           |           |           |
|  |               | 3             | Houston       | 2 |             |                           |                           |                           |  |   |                       |                       |                       |  |    |           |           |           |
|  | 3             | 3             | Houston       | 2 | Houston     | 3                         |                           |                           |  |   |                       |                       |                       |  |    |           |           |           |
|  | 3             |               |               |   | Houston     | 3                         |                           |                           |  |   |                       |                       |                       |  |    |           |           |           |
|  | 6             | Minnesota     | 0             |   |             |                           |                           |                           |  |   |                       |                       |                       |  |    |           |           |           |
|  | 6             | Minnesota     | 0             |   | 3           | Houston                   | 4                         |                           |  |   |                       |                       |                       |  |    |           |           |           |
|  |               |               |               |   | 3           | Houston                   | 4                         |                           |  |   |                       |                       |                       |  |    |           |           |           |
|  |               | 2             | Seattle       | 3 |             |                           |                           |                           |  |   |                       |                       |                       |  |    |           |           |           |
|  | 2             | 2             | Seattle       | 3 | Seattle     | 3                         |                           |                           |  |   |                       |                       |                       |  |    |           |           |           |
|  | 2             |               |               |   | Seattle     | 3                         |                           |                           |  |   |                       |                       |                       |  |    |           |           |           |
|  | 7             | Phoenix       | 2             |   |             |                           |                           |                           |  |   |                       |                       |                       |  |    |           |           |           |
|  | 7             | Phoenix       | 2             |   |             |                           |                           |                           |  |   |                       |                       |                       |  | O1 | Utah      | 2         |           |
|  |               |               |               |   |             |                           |                           |                           |  |   |                       |                       |                       |  | O1 | Utah      | 2         |           |
|  |               | E1            | Chicago       | 4 |             |                           |                           |                           |  |   |                       |                       |                       |  |    |           |           |           |
|  | 1             | E1            | Chicago       | 4 | Chicago     | 3                         |                           |                           |  |   |                       |                       |                       |  |    |           |           |           |
|  | 1             |               |               |   | Chicago     | 3                         |                           |                           |  |   |                       |                       |                       |  |    |           |           |           |
|  | 8             | Washington    | 0             |   |             |                           |                           |                           |  |   |                       |                       |                       |  |    |           |           |           |
|  | 8             | Washington    | 0             |   | 1           | Chicago                   | 4                         |                           |  |   |                       |                       |                       |  |    |           |           |           |
|  |               |               |               |   | 1           | Chicago                   | 4                         |                           |  |   |                       |                       |                       |  |    |           |           |           |
|  |               | 4             | Atlanta       | 1 |             |                           |                           |                           |  |   |                       |                       |                       |  |    |           |           |           |
|  | 4             | 4             | Atlanta       | 1 | Atlanta     | 3                         |                           |                           |  |   |                       |                       |                       |  |    |           |           |           |
|  | 4             |               |               |   | Atlanta     | 3                         |                           |                           |  |   |                       |                       |                       |  |    |           |           |           |
|  | 5             | Detroit       | 2             |   |             |                           |                           |                           |  |   |                       |                       |                       |  |    |           |           |           |
|  | 5             | Detroit       | 2             |   |             |                           |                           |                           |  | 1 | Chicago               | 4                     |                       |  |    |           |           |           |
|  |               |               |               |   |             |                           |                           |                           |  | 1 | Chicago               | 4                     |                       |  |    |           |           |           |
|  |               | 2             | Miami         | 1 |             |                           |                           |                           |  |   |                       |                       |                       |  |    |           |           |           |
|  | 3             | 2             | Miami         | 1 | New York    | 3                         |                           |                           |  |   |                       |                       |                       |  |    |           |           |           |
|  | 3             |               |               |   | New York    | 3                         |                           |                           |  |   |                       |                       |                       |  |    |           |           |           |
|  | 6             | Charlotte     | 0             |   |             |                           |                           |                           |  |   |                       |                       |                       |  |    |           |           |           |
|  | 6             | Charlotte     | 0             |   | 3           | New York                  | 3                         |                           |  |   |                       |                       |                       |  |    |           |           |           |
|  |               |               |               |   | 3           | New York                  | 3                         |                           |  |   |                       |                       |                       |  |    |           |           |           |
|  |               | 2             | Miami         | 4 |             |                           |                           |                           |  |   |                       |                       |                       |  |    |           |           |           |
|  | 2             | 2             | Miami         | 4 | Miami       | 3                         |                           |                           |  |   |                       |                       |                       |  |    |           |           |           |
|  | 2             |               |               |   | Miami       | 3                         |                           |                           |  |   |                       |                       |                       |  |    |           |           |           |
|  | 7             | Orlando       | 2             |   |             |                           |                           |                           |  |   |                       |                       |                       |  |    |           |           |           |

## Estadístiques
| Categoria                   | Jugador          | Equip                 | Mitjana/% |
| --------------------------- | ---------------- | --------------------- | --------- |
| Punts per partit            | Michael Jordan   | Chicago Bulls         | 29,6      |
| Rebots per partit           | Dennis Rodman    | Chicago Bulls         | 16,1      |
| Assistències per partit     | Mark Jackson     | Indiana Pacers        | 11,4      |
| Robatoris per partit        | Mookie Blaylock  | Atlanta Hawks         | 2,7       |
| Taps per partit             | Shawn Bradley    | New Jersey Nets       | 3,4       |
| Percentatge de tirs de camp | Gheorghe Muresan | Washington Bullets    | 60,4      |
| Percentatge de tirs lliures | Mark Price       | Golden State Warriors | 90,6      |
| Percentatge de triples      | Glen Rice        | Charlotte Hornets     | 47,0      |

## Premis
- MVP de la temporada
  -  Karl Malone (Utah Jazz)

- Rookie de l'any
  -  Allen Iverson (Philadelphia 76ers)

- Millor defensor
  -  Dikembe Mutombo (Atlanta Hawks)

- Millor sisè home
  -  John Starks (New York Knicks)

- Jugador amb millor progressió
  -  Isaac Austin (Miami Heat)

- Entrenador de l'any
  -  Pat Riley (Miami Heat)

- Primer quintet de la temporada
  - A - Karl Malone, Utah Jazz
  - A - Grant Hill, Detroit Pistons
  - P - Hakeem Olajuwon, Houston Rockets
  - B - Michael Jordan, Chicago Bulls
  - B - Tim Hardaway, Miami Heat

- Segon quintet de la temporada
  - A - Scottie Pippen, Chicago Bulls
  - A - Glen Rice, Charlotte Hornets
  - P - Patrick Ewing, New York Knicks
  - B - Gary Payton, Seattle Supersonics
  - B - Mitch Richmond, Sacramento Kings

- Tercer quintet de la temporada
  - A - Anthony Mason, Charlotte Hornets
  - A - Vin Baker, Milwaukee Bucks
  - P - Shaquille O'Neal, Los Angeles Lakers
  - B - John Stockton, Utah Jazz
  - B - Anfernee Hardaway, Orlando Magic

- Millor quintet de rookies
  - Shareef Abdur-Rahim, Vancouver Grizzlies
  - Allen Iverson, Philadelphia 76ers
  - Stephon Marbury, Minnesota Timberwolves
  - Marcus Camby, Toronto Raptors
  - Antoine Walker, Boston Celtics

- Segon millor quintet de rookies
  - Kerry Kittles, New Jersey Nets
  - Ray Allen, Milwaukee Bucks
  - Travis Knight, L.A. Lakers
  - Kobe Bryant, L.A. Lakers
  - Matt Maloney, Houston Rockets

- Primer quintet defensiu
  - Scottie Pippen, Chicago Bulls
  - Karl Malone, Utah Jazz
  - Dikembe Mutombo, Atlanta Hawks
  - Gary Payton, Seattle SuperSonics
  - Michael Jordan, Chicago Bulls

- Segon quintet defensiu
  - Anthony Mason, Charlotte Hornets
  - P.J. Brown, Miami Heat
  - Hakeem Olajuwon, Houston Rockets
  - Mookie Blaylock, Atlanta Hawks
  - John Stockton, Utah Jazz